# 都姓
都姓是中文姓氏之一，在《百家姓》中排第349位。

## 起源
都姓有三个来源：
1. 出自姬姓，以字为氏。春秋时郑国公族公孙阏，字子都。其后代便他的字为姓氏。
2. 出自芈姓，以地为氏。春秋时楚国有公子田，因食采于都邑，称公都氏，其后代也有称都氏的。
3. 出自妫姓，以名为姓。战国时田齐公族公都子的后代以祖先的名字为姓。

## 郡望
- 黎阳郡：今河南濬县东北。

## 延伸阅读
[在维基数据编辑]
 《百家姓》
 《欽定古今圖書集成·明倫彙編·氏族典·都姓部》，出自陈梦雷《古今圖書集成》